# Łękawica (powiat wadowicki)
Łękawica – wieś w Polsce położona w województwie małopolskim, w powiecie wadowickim, w gminie Stryszów, na terenie Pogórza Wielickiego.

## Nazwa
Nazwę miejscowości w zlatynizowanej staropolskiej formie Lankawycza wymienia w latach 1470–1480 Jan Długosz w księdze Liber beneficiorum dioecesis Cracoviensis.

## Części wsi
Integralne części wsi Łękawica: Gajka, Góry, Kornela, Koźbiałówka, Mostki, Nawsie, Podgaje, Podgórki, Porcachle, Role, Rynek, Stawy, Szczałba, Zadziele, Zimna Woda

## Historia
Miejscowość pierwszy raz wzmiankowana była w roku 1470. Była zawsze wsią szlachecką, w XVI i XVII wieku własność Przerębskich, w XIX wieku Wężyków, a z końcem XIX wieku był tu już tylko nieduży folwark Henryka Gärtnera (42 ha pola i lasów). W 1595 roku wieś położona w powiecie śląskim województwa krakowskiego była własnością kasztelana sądeckiego Krzysztofa Komorowskiego.
W latach 1954–1961 wieś należała i była siedzibą władz gromady Łękawica, po jej zniesieniu w gromadzie Stryszów. W latach 1975–1998 miejscowość administracyjnie należała do województwa bielskiego.

## Turystyka
Przez wieś przebiega czarny szlak turystyczny z Wadowic na górę Żar.

## Zabytki
Kościół parafialny pw. św. Józefa Robotnika, murowany, w stylu eklektycznym, wybudowany w 1906, a konsekrowany w 1908 roku.

## Urodzeni w Łękawicy
- Józef Paczyński – polski inżynier-mechanik, więzień niemieckich obozów koncentracyjnych KL Auschwitz-Birkenau (nr obozowy 121) i KL Mauthausen-Gusen[7].
- Mieczysław Wądolny – porucznik, jeden z dowódców partyzantki antykomunistycznej w województwie krakowskim w latach 1945–1947.